# Vlasina (râu)
Vlasina (în sârbă Власина) este un râu aflat în sud-estul Serbiei, care are o lungime de 70 km după ce curge din lacul Vlasina. Este un afluent de dreapta al râului Južna Morava (Morava de Sud) și dă numele regiunii înconjurătoare Vlasina. Vlasina drenează o suprafață de 991 kilometri pătrați, aparține bazinului hidrografic al Mării Negre și nu este navigabil.

## Geografie
Vlasina se varsă din lacul Vlasina de la o altitudine de 1.213 metri deasupra nivelului mării. Lacul a fost o turbărie mare, noroioasă, dar în 1947-1951 Vlasina a fost îndiguită cu un baraj lung de pământ, iar mlaștina a fost transformată într-un lac artificial. Râul curge spre nord, între munții Čemernik la vest și Gramada la est. Curge prin Crna Trava, centrul regional și comunal, și satele Brod, Krstićevo și Jabukovik, unde ajunge la muntele Lužnica și primește afluentul Gradska de dreapta.

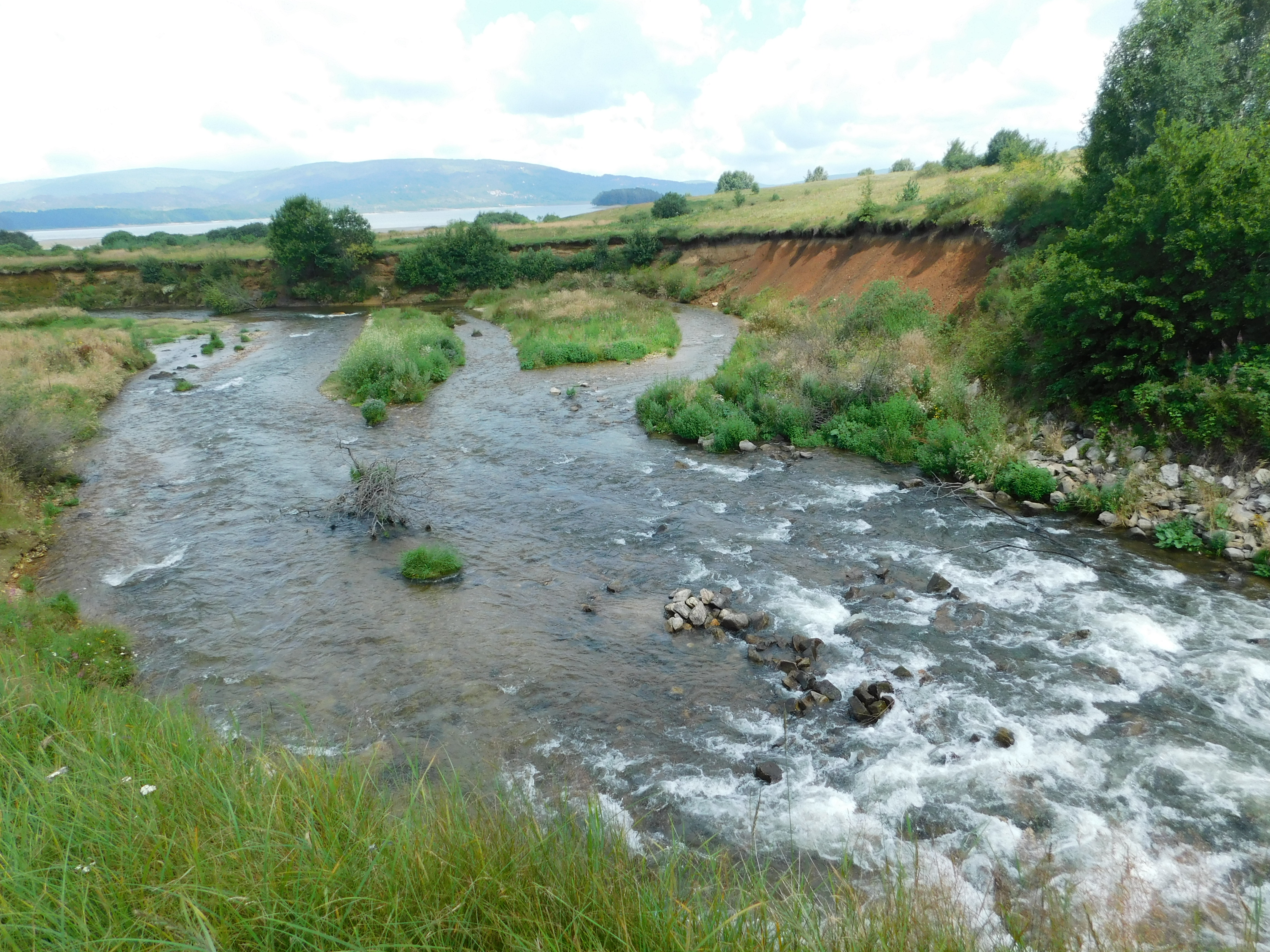
Canalul Božički

Râul cotește apoi spre vest, de-a lungul pantelor sudice ale râului Lužnica, și primește afluenții de dreapta Tegošnica (lângă satul Donje Gare) și Lužnica (la Svođe). Pe măsură ce Vlasina continuă pe pantele sudice ale munților Suva Planina și Babička Gora, ajunge în orașul Vlasotince și în părțile vestice ale câmpiei joase de la Leskovac, parte a văii compozite a râului Južna Morava. După satele Batulovce și Stajkovce, Vlasina se varsă în Morava de Sud, la est de suburbia estică Mrštane a lui Leskovac.
Valea râului, de la lacul Vlasina până la orașul Vlasotince este îngustă, cu chei, cu maluri abrupte predispuse la eroziune puternică. În aval de Vlasotince, valea se mărește și râurile încep să șerpuiască. Chiar înainte de confluența sa cu Južna Morava (Morava de Sud), Vlasina se ramifică în mai multe brațe, întinzându-se pe 400 de metri. În perioada când nivelului apei este ridicat, întreaga zonă de confluență este inundată.

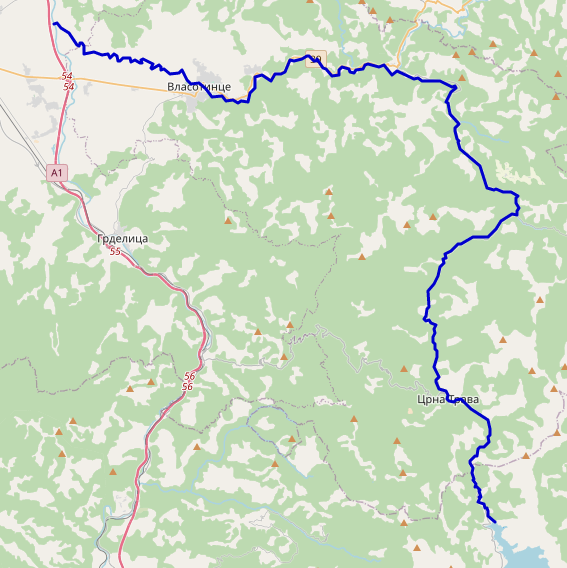

Cei mai lungi afluenți sunt Tegošnica (41 kilometri), Lužnica (38 kilometri), Pusta Reka (20 kilometri), Gradska Reka (17 kilometri), Bistrica (14 kilometri) și Rastovnica (11 kilometri). Pentru producerea de energie hidroelectrică, unii dintre afluenții Vlăsinei au fost redirecționați prin canale în Lacul Vlăsina, făcându-i astfel parte a bazinului hidrografic. Acești afluenți sunt Mlađenica, Čemernica și toți afluenții de dreapta ai râului Strvna. În acest fel, s-a format o un lac de bifurcație artificială.
Vlasina drenează o suprafață de 991 kilometri pătrați. Aparține de bazinul hidrografic al Dunării / Mării Negre și nu este navigabil.

## Caracteristici
În timpul verii, cantități mari de apă din râu sunt folosite la irigarea terenurilor arabile din jur. Apa este folosită în special pe cursul său inferior, care este cunoscut pentru producția sa de legume.

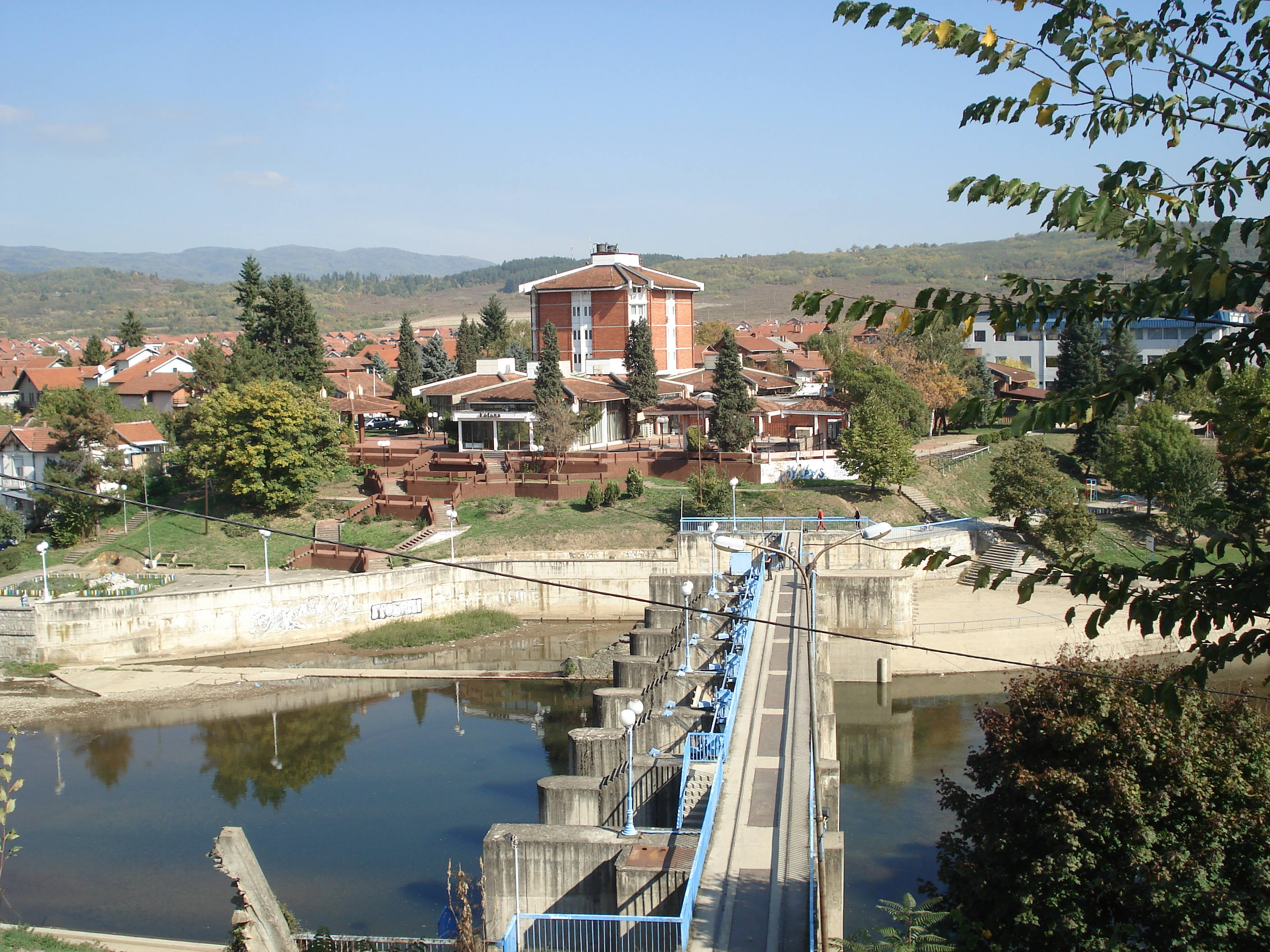
Baraj în Vlasotince

Există un mic baraj în Vlasotince, aproape de centrul orașului, cu un rezervor și plajă.
Până în anii 2020, s-au făcut planuri de a construi 55 de mini hidrocentrale în bazinul hidrografic al Vlasinei. După reacția negativă care a urmat construcției de minihidrocentrale în alte părți ale Serbiei și acțiunea ecologiștilor locali, comuna Vlasotince a interzis astfel de instalații pe teritoriul său în martie 2021.

## Inundații
De obicei un râu calm, Vlasina a devenit infam datorită inundațiilor sale catastrofale, torențiale, care provoacă daune majore. Întregul bazin hidrografic al râului este predispus la eroziune. Deosebit de afectate sunt secțiunile dintre Crna Trava și Svođe și dintre Svođe și Babušnica. Orașul Vlasotince a fost inundat în 1948.
La 26 iunie 1988, după o perioadă de ploi abundente, valea Vlăsinei a fost locul unor inundații catastrofale. Ploile torențiale extreme și furtunile puternice au afectat bazinul hidrografic al râului în comunele Vlasotince, Crna Trava, Babušnica, Pirot și Leskovac. Secțiunile superioare și centrale ale bazinului hidrografic au primit 100 până la 200 litri pe metru pătrat, cu un vârf absolut în Rakov Dol, cu 220 litri pe metru pătrat. Acesta a fost maximul zilnic absolut în întreaga Serbie. În loc de o descărcare medie de unsprezece metri cubi pe secundă, Vlasina a crescut de 145 de ori, la 1.600 de metri cubi pe secundă. Valul mareic a avut o înălțime de nouă metri și, pentru a face lucrurile mai rele, a lovit orașul în timpul nopții. Atât descărcarea, cât și înălțimea valului nu au fost niciodată înregistrate anterior. S-a estimat că râul a colectat și transportat peste 230.000 de tone de sedimente în perioada 26-27 iunie.
Armata a fost trimisă pentru a-i ajuta pe locuitori. În Vlasotince, 1.700 de clădiri au fost inundate, 120 au fost complet distruse, la fel și 55 de magazine artizanale, în timp ce toate marile companii și organizații economice au fost dezactivate. Numeroase străzi au fost luate de ape, precum și 17 poduri de-a lungul râului, stația de autobuz a orașului, centrala electrică și toate generatoarele, terenurile de sport, oficiile poștale, uzinele de apă ale orașului, liniile electrice aeriene și faimoasa grădină "Park" din Vlasotince. Drumul principal Vlasotince-Crna Trava a fost tăiat în 36 de locuri. În afară de Vlastince, satele Dobroviš, Tegošnica, Gornji Orah, Svođe, Dejan, Kruševica, Boljare, Manastirište, Konopnica și Stajkovce au suferit pagube uriașe. Toate culturile au fost distruse și populația de animale a fost decimată.
În total, zona afectată de catastrofă a acoperit mai mult de 1.000 de kilometri pătrați și a provocat daune de aproximativ 1 miliard dolari americani (sau 355 miliarde de dinari iugoslavi în acel moment), în ciuda faptului că se presupune că debitul râului este reglementat. O analiză ulterioară a arătat o serie de deficiențe în proiectarea bazinului hidrografic protejat. În perioada următoare, a fost construită o zonă de ajutorare și solidaritate la Vlasotince și au fost construite noi poduri în satele Manastirište, Tegošnica, Stajkovac, Ravni Dol și Donji Dejan. O carte care comemorează evenimentul, Događaj za zaborav i nezaborav (cu sensul de Eveniment de uitat și de amintit) a fost publicată de Dragoljub Stanojević.
Vlasina și-a inundat din nou valea în 2008. În timpul inundațiilor din ianuarie 2021, armata a fost din nou desfășurată. Ploile abundente și inundațiile care au urmat au provocat întreruperi ale curentului electric în toată comuna Vlasotince și au întrerupt alimentarea cu apă potabilă. Râul a adus, de asemenea, o cantitate mare de gunoi care a înfundat micul baraj din oraș.